# Ектомія
Ектомія (грец. ἐκτομή — вирізування, усічення) — видалення органу або чітко визначеної анатомічної частини тіла.
Екстирпація (лат. extirpatio — виривання з коренем) — повне видалення органу з оточуючими тканинами чи додатковими анатомічними структурами (наприклад, екстирпація матки — окрім матки видаляють піхву, яєчники та інше).
Інші терміни використовують для описання при видаленні частини органу: резекція (лат. resectio — зрізання, усічення); ексцизія (лат. excisio — вирізування, висічення).

## Медичні показання
Повне видалення органу виконується, якщо органозберігаюча операція може призвести до рецидиву хвороби або якщо весь орган уражений хворобою, наприклад пухлиною (особливо якщо пухлина злоякісна). Так само повне видалення органу виконується при гострих або хронічних запаленнях (наприклад тонзиліт), гострий апендицит, гострий холецистит.

## Назви операційектомії
- Гастроектомія (гастректомія) — шлунок
- Геміколектомія — товстий кишечник
- Гістеректомія — матка (екстирпація матки)
- Холецистектомія — жовчний міхур
- Спленектомія — селезінка
- Нефректомія — нирка
- Апендектомія — апендикс
- Тиреоїдектомія (застаріле струмектомія) — щитоподібна залоза
- Паратиреоїдектомія — паращитоподібна залоза
- Мастектомія — молочна залоза
- Оваріоектомія — яєчник
- Пневмоектомія — легеня
- Лобектомія — доля легені
- Тонзилектомія — мигдалики
- Ехінококектомія — видалення кісти без ушкодження хітинової оболонки
- Тромбектомія — видалення тромбу з просвіту судини
- Некректомія — видалення змертвілих тканин в живому організмі в межах кровопостачання тканин
- Секвестректомія — видалення некротизованої частини (наприклад, підшлункової залози) в межах загиблих тканин